# Spirama martha
Spirama martha là một loài bướm đêm trong họ Erebidae.